# 히란야가르바

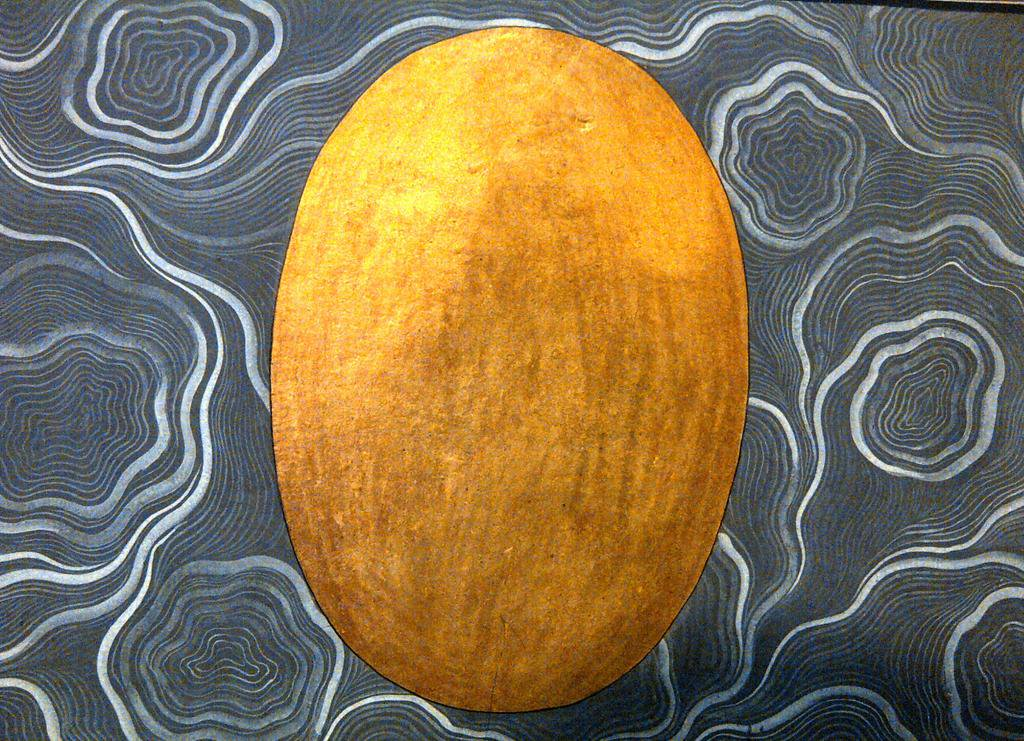
마나쿠의 황금 우주란 히란야가르바 파하리 그림, c. 1740

히란야가르바(산스크리트어: हिरण्यगर्भ, IAST: Hiraṇyagarbha, 시적으로 '우주 자궁'으로 번역됨)는 베다 철학에서 우주 창조의 원천이다. 이는 리그베다 (리그베다 10.121)의 한 찬가인 히란야가르바 수크타에 언급되어 있으며, 단일 창조주 신을 시사한다 (8절: yo deveṣv ādhi devā eka āsīt, 그리피스: "그는 신 중의 신이며, 그 외에는 아무도 없다."), 찬가에서 프라자파티로 식별된다. "황금 자궁"이라는 개념은 비슈바카르마의 배꼽에 놓인 "원시 자궁"을 묘사한 비슈바카르마 수크타(리그베다 10.82.5,6)에서 처음 언급되었다. 이 이미지는 나중에 비슈누와 수리야에게 이전되었다.
우파니샤드는 이를 우주의 영혼 또는 브라흐만이라고 부르며, 히란야가르바가 약 1년 동안 공허와 비존재의 어둠 속을 떠다니다가 두 반쪽으로 갈라져 스바르가와 프리티비를 형성했다고 설명한다.
고전적인 푸라나 힌두교에서 히란야가르바는 베단타에서 "창조주"를 나타내는 용어이다. 히란야가르바는 또한 브라흐마인데, 이는 그가 황금 알에서 태어났다고 전해지기 때문이다 (마누 스므리티 1.9). 반면 마하바라타는 이를 현현이라고 부른다.
일부 고전 요가 전통은 히란야가르바라는 인물을 요가의 창시자로 간주하지만, 이는 현자 카필라의 이름일 수도 있다.

## 창조
마츠야 푸라나 (2.25–30)는 초기 창조에 대한 설명을 제공한다. 마하프랄라야, 즉 우주의 대소멸 이후, 모든 곳에 어둠이 있었다. 모든 것이 잠들어 있는 상태였다. 움직이는 것도, 정적인 것도 아무것도 없었다. 그때 스바얌부, 즉 스스로 드러난 존재가 나타났는데, 이는 감각을 초월한 형태이다. 그것은 먼저 원시적인 물을 창조하고 그 안에 창조의 씨앗을 심었다. 씨앗은 황금 자궁인 히란야가르바로 변했다. 그리고 스바얌부가 그 알 속으로 들어갔다.
나라야나 숙타는 보이는 것이든 보이지 않는 것이든 모든 것이 안팎으로 나라야나에 의해 스며들어 있다고 외친다.
이샤바샤 우파니샤드는 우주가 그 안팎에 모두 존재하는 이슈바라 (신)에 의해 스며들어 있다고 말한다. 그는 움직이는 자이자 움직이지 않는 자이며, 멀고도 가까우며, 이 모든 것 안에 있고 이 모든 것 밖에 있다.
베단타 수트라는 브라흐만이 이 우주가 시작된 곳이며, 그 안에 존재하며, 결국 그에게로 돌아가는 존재라고 더 나아가 말한다.
상키야 학파는 단 두 가지의 주요 원리, 즉 푸루샤와 프라크리티만이 존재하며, 창조는 푸루샤의 의식의 작용으로 인한 프라크리티의 구성 요소들의 발현 또는 진화에 불과하다고 주장한다.
바가바타는 처음에는 나라야나만이 존재했으며, 그는 창조, 유지, 해체의 원칙들 (또한 브라흐마, 비슈누, 시바로 이루어진 힌두 삼위일체로 알려짐)의 경건한 존재였다고 말한다 - 최고의 신, 여러 머리, 여러 눈, 여러 발, 여러 팔, 여러 팔다리를 가진 존재. 이것이 모든 창조의 최고의 씨앗이었으니, 가장 미묘한 것보다 더 미묘하고, 가장 위대한 것보다 더 위대하며, 가장 큰 것보다 더 크고, 모든 것 중에서 가장 좋은 것보다 더 웅장하며, 바람과 모든 신들보다 더 강력하고, 태양과 달보다 더 찬란하며, 심지어 마음과 지성보다 더 내면에 있다. 그는 창조주이며, 최고이다. 이 용어는 또한 처음에 창조주가 된 후 모든 대상의 자궁으로 여겨지게 된 그를 의미할 수도 있다.
리그베다의 히란야가르바 숙타는 신이 처음에 우주의 창조주로 자신을 현현했으며, 자신 안에 모든 것을 포함하고, 전체 창조물의 총체성을 담고 있으며, 최고 지성으로서 그것을 활성화한다고 선언한다. 리그베다 (리그베다 10.121)에서는 또한 세계가 창조될 때 우주 알이 두 개의 반쪽으로 분리되어 한 부분은 하늘이 되고 다른 부분은 태양이 되었다고 언급된다.

## 같이 보기
- 암리타
- 우주란

## 추가 자료
- Dwivedi, Rekha. 《Hiranyagarbha》. Prabhat Prakashan. ISBN 81-88140-19-8.
- Gough, Archibald Edward (1882). 《The Philosophy of the Upanishads and Ancient Indian Metaphysics: As Exhibited in a Series of Articles Contributed to the Calcutta Review》. Trübner & Co. 164쪽.
- “Is our Universe shaped like an egg?”. BBC. 2025년 4월 20일에 확인함.